# Нагірне (Зачепилівська селищна громада)
Нагі́рне — село в Україні, у Зачепилівській селищній громаді Берестинського району Харківської області. Населення становить 675 осіб.

## Географія
Село Нагірне розташоване на правому березі річки Берестова за 2 км від місця впадіння в неї річки Вошива (ліва притока). Русло річки звивисте, на ньому є чимало лиманів та заболочених озер. Вище за течією примикає село Кочетівка, на протилежному березі — смт Зачепилівка. В селі розташована залізнична станція Зачепилівка.

## Історія
Село засноване 1850 року.
З 1966 року перебувало в складі Зачепилівського району.
До 2017 року належало до Зачепилівської селищної ради, в ході децентралізації об'єднано з Зачепилівською селищною громадою.
19 липня 2020 року, в результаті адміністративно-територіальної реформи та ліквідації Зачепилівського району, село увійшло до складу новоутвореного  Красноградського (Берестинського) району.

## Населення
Відповідно з переписом УРСР 1989 року чисельність наявного населення села становила 1376 осіб, з яких 669 чоловіків та 707 жінок.
За переписом населення України 2001 року в селі мешкало 900 осіб.

### Мова
Розподіл населення за рідною мовою за даними перепису 2001 року:
| Мова       | Відсоток |
| ---------- | -------- |
| українська | 89,16 %  |
| російська  | 10,41 %  |
| білоруська | 0,33 %   |

## Економіка
- Нафтобаза
- ЗАТ «Зачепилівське хлібоприймальне підприємство».
- ТОВ «Мірс».
- ТОВ «НАГІРНЕ».
- КСП «Зачепилівський».